# Harrachovský tunel
Harrachovský tunel je železniční tunel na katastrálním území Polubný obce Kořenov na úseku regionální železniční trati 036 Liberec – Tanvald – Harrachov  mezi stanicemi Kořenov a Harrachov v km 36,773–37,053. Tunel je kulturní památkou České republiky.

## Historie
Úsek trati z Liberce do Jablonce nad Nisou byl zprovozněn v roce 1888, v roce 1894 došlo k otevření pokračování trati z Jablonce nad Nisou do Tanvaldu. Úsek z Tanvaldu do Kořenova byl budován se záměrem propojit stávající tratě Liberec – Tanvald a Železný Brod – Tanvald s plánovanou tratí Jelenia Góra – Kořenov (Zackenbahn), neboli propojit Rakousko-Uhersko s Pruskem. Trať z Tanvaldu do Kořenova byla zprovozněna 1. července 1902 a 1. října 1902 z Kořenova do Harrachova, kde byla trať napojena na Německé dráhy. Úsek Tanvald – Kořenov měl provozní délku 6,7 km s výškovým rozdílem 235,1 m, sklon trati dosahuje 58 ‰ a je vybaven ozubnicí. V roce 1992 byl tento úsek Ministerstvem kultury České republiky prohlášen kulturní památkou a v roce 2013 byl prohlášen kulturní památkou i Harrachovský tunel. Na celém úseku trati bylo postaveno deset tunelů. V době vzniku v letech 1899–1892 se Harrachovský tunel nacházel na pruském území, následně na německém a do roku 1959 na polském. V roce 1964 byl opraven a v roce 2015 byla provedena generální oprava tunelu a kolejového svršku.

## Popis
Jednokolejný tunel se nachází na železniční trati Liberec – Tanvald – Harrachov v úseku mezi stanicemi Kořenov a Harrachov. Byl proražen v jihovýchodním svahu vrchu Tkacza Góra (897 m n. m.). Stavba tunelu byla provedena podle normálií Pruských královských drah. Tunel je esovitý s vejčitým průřezem. Oproti ostatním je větší, neboť se počítalo s elektrifikací tratě a ta byla provedena z pruské strany v roce 1923. Tunel leží v nadmořské výšce 720 m a měří 279,74 m. Skládá se z 26 opravených pasů, kdy deset bylo vyrubáno z žulového ostění a nahrazeno železobetonovou stříkanou obezdívkou s příhradovými nosníky. Toto ostění kopíruje původní tvar výrubu. Tunel byl odvodněn, odstraněny průsaky spodních vod použitím technologie montáže deštníkové izolace. Bylo také opraveno původních deset vstřícných cihlových výklenků.